# بشير طرطاق
بشير طرطاق جنرال جزائري يُعرف أيضا بعثمان طرطاق كان الرجل الثاني لمدة طويلة في جهاز المخابرات (إدارة الاستخبارات والأمن) حسب معلومات الرئاسة. الذي جاء فيه أنّ بوتفليقة «أنهى مهام رئيس إدارة المخابرات والأمن برئاسة الفريق محمد مدين والذي اُحيل على التقاعد». ويدير الجنرال توفيق (76 سنة) دائرة الاستعلام والأمن لمدة 25 عاما. أعتقل في 04 ماي 2019 بتهمة المساس بسلطة الجيش«و» المؤامرة ضد سلطة الدولة
وحكمت المحكمة العسكرية في البليدة، جنوب غرب الجزائر العاصمة، الأربعاء 25 سبتمبر 2019 عليها بالسجن 15 عاما إلى جانب كل من سعيد بوتفليقة، والمدير الأسبق لأجهزة الاستخبارات محمد مدين ورئيسة حزب العمال لويزة حنون، بتهمة التآمر على سلطة الدولة والمؤامرة ضد قائد تشكيلة عسكرية.

## سيرة
ولد عثمان طرطاق «البشير» في أوائل سنة 1950 في بالعلمة (ولاية سطيف)، والتحق بجهاز الأمن بعد حصوله على الماجستير في العلوم السياسية ويعد من الإطارات التي حصلت على تكوين معمق بروسيا، كما تلقى تكوينا عسكريا معمقا ويتقن ثلاث لغات: الفرنسية والروسية مع اللغة العربية الأصلية وبعض الإنجليزية.
- 04 ماي 2019 في أي بعد شهر خلى من استقالة الرئيس، تم اعتقاله تحت مصطلح محاكمة العصابة. ومحاكمته لتزال جارية بتهمة التآمر ضد الدولة، واحتجز مؤقتًا في سجن البليدة العسكري في انتظار المحاكمة.

## المناصب
- الرجل الثاني في جهاز المخابرات.
- رئيس مستشار لدى رئيس الجمهورية.
- مدير الأمن الداخلي للمخابرات.
- قاد جهاز مكافحة الإرهاب في العشرية السوداء.
- عمل في مديرية أمن الجيش في أغلب النواحي عبر الوطن منذ الثمانينات.[10]

## تعيينه مسؤولا لإدارة الاستخبارات والأمن
في إطار هيكلة عميقة في جهاز الاستخبارات وبعد إحالة الفريق مدين على التقاعد، عُيّن مسؤولا على الجهاز.

## روابط خارجية
- مدير مخابرات جديد لخلافة “طرطاق” !؟